# Вишна (село)
 Тази статия е за селото.  За дървото вижте вишна.  
Вѝшна е село в Югоизточна България, община Руен, област Бургас.

## География
Село Вишна е разположено в Източна Стара планина, в подножието на Върбишка планина, в долината на река Луда Камчия. През Вишна минава асфалтиран общински път – в границите на селото негова главна улица, свързващ се на изток отвъд реката с третокласния Републикански път III-208, който на север води през селата Билка, Аспарухово и Комунари към град Дългопол, а на юг – през село Дъскотна към град Айтос, с отклонение по третокласния Републикански път III-2085 към село Руен. На запад общинският път води през селата Планиница и Рупча към село Люляково, в което прави връзка с третокласния Републикански път III-7305. На около километър югоизточно от Вишна се намира гара Дъскотна на железопътна линия Карнобат – Комунари, част от Главна железопътна линия № 3 Илиянци (София) – Варна.
Надморската височина на пътя в границите на селото е около 130 m от изток и около 170 m – от запад, а в центъра е около 140 m.

## История
След края на Руско-турската война 1877 – 1878 г., по Берлинския договор селото остава на територията на Източна Румелия. От 1885 г. – след Съединението, то се намира в България с името Боялар. Преименувано е на Боляри през 1934 г. и на Вишна през 1951 г.

## Население
Населението на село Вишна наброява 226 души към 1934 г., има максимума си – 343 души, към 1985 г. и след рязък спад – 256 към 1992 г., достига 226 (по текуща демографска статистика за населението) към 2018 г.

### Етнически състав
Преброяване на населението през 2011 г.
Численост и дял на етническите групи според преброяването на населението през 2011 г.:
|                     | Численост |
| Общо                | 256       |
| Българи             | -         |
| Турци               | 60        |
| Цигани              | -         |
| Други               | -         |
| Не се самоопределят | -         |
| Неотговорили        | 194       |

## Религии
В село Вишна се изповядва ислям.

## Обществени институции
Село Вишна към 2020 г. е център на кметство Вишна.
В селото има постоянно действаща джамия.

## Културни и природни забележителности
Джамията в селото е една от най-красивите в общината. Горите са запазени и чисти. Има много чешми.
Центърът на селото е оформен като парк. Има много места за почивка и отдих.

## Редовни събития
Религиозни празници – Рамазан и други.

## Галерия
- Сградата на джамията
- Джамията през нощта